# Francis Scott Key Bridge
Die Francis Scott Key Bridge, auch Outer Harbor Bridge oder schlicht Key Bridge genannt, war eine Straßenbrücke in der Metropolregion Baltimore, Maryland, USA, die vier Fahrstreifen der Ringautobahn Interstate 695 (Baltimore Beltway) im Südosten der Stadt über den Patapsco River führte. Am 26. März 2024 stürzte nach einer Kollision des Containerschiffs Dali mit einem Pfeiler der Hauptöffnung der über 800 m lange Stahlfachwerkträger, der die Fahrrinnen zwischen dem Hafen von Baltimore und der Chesapeake Bay überspannte, ein. Auch der darauffolgende etwa 275 m lange dreiteilige Brückenabschnitt auf der Nordostseite des Stahlfachwerkträgers sowie drei der ihn tragenden über 40 m hohen Stahlbetonpfeiler stürzten fast vollständig in den Patapsco River. Sieben Bauarbeiter, die zum Zeitpunkt des Zusammenstoßes Schlaglöcher auf der Brücke ausbesserten, wurden in die Tiefe gerissen. Sechs von ihnen starben dabei.

## Beschreibung
Das Brückenbauwerk war einschließlich der Zufahrten rund 2770 m lang. Die Fachwerkträgerbrücke war 806 m (2644 ft) lang, wovon 366 m (1200 ft) auf die Hauptöffnung und je 220 m (722 ft) auf die Seitenöffnungen entfallen. Sie hatte eine lichte Höhe von 56,4 m (185 ft) über MHW. Die Fahrrinne unter der Hauptöffnung ist 15 m tief und 213 m breit. Aus technischer Sicht war die Hauptbrücke ein sich über drei Felder erstreckendes Fachwerk, in das Elemente einer Bogenbrücke wie die abgehängte Fahrbahn integriert sind. Sie hatte Stand 2024 nach der Ikitsuki-Brücke und der Astoria Bridge weltweit die drittlängste Stützweite aller stählernen Durchlaufträgerbrücken. Die Pfeiler der Hauptöffnung sind mit Schiffsabweisern in Form von großen, runden Schwimmkörpern versehen, die im Abstand von rund 100 m vor den Pfeilern verankert sind. Die den Fluss parallel zur Brücke querende Hochspannungsleitung wurde ab Juni 2020 errichtet. Beim Bau der Gründungen für die Strommasten musste eine etwa 30 m (100 ft) dicke Schlammschicht durchdrungen werden.

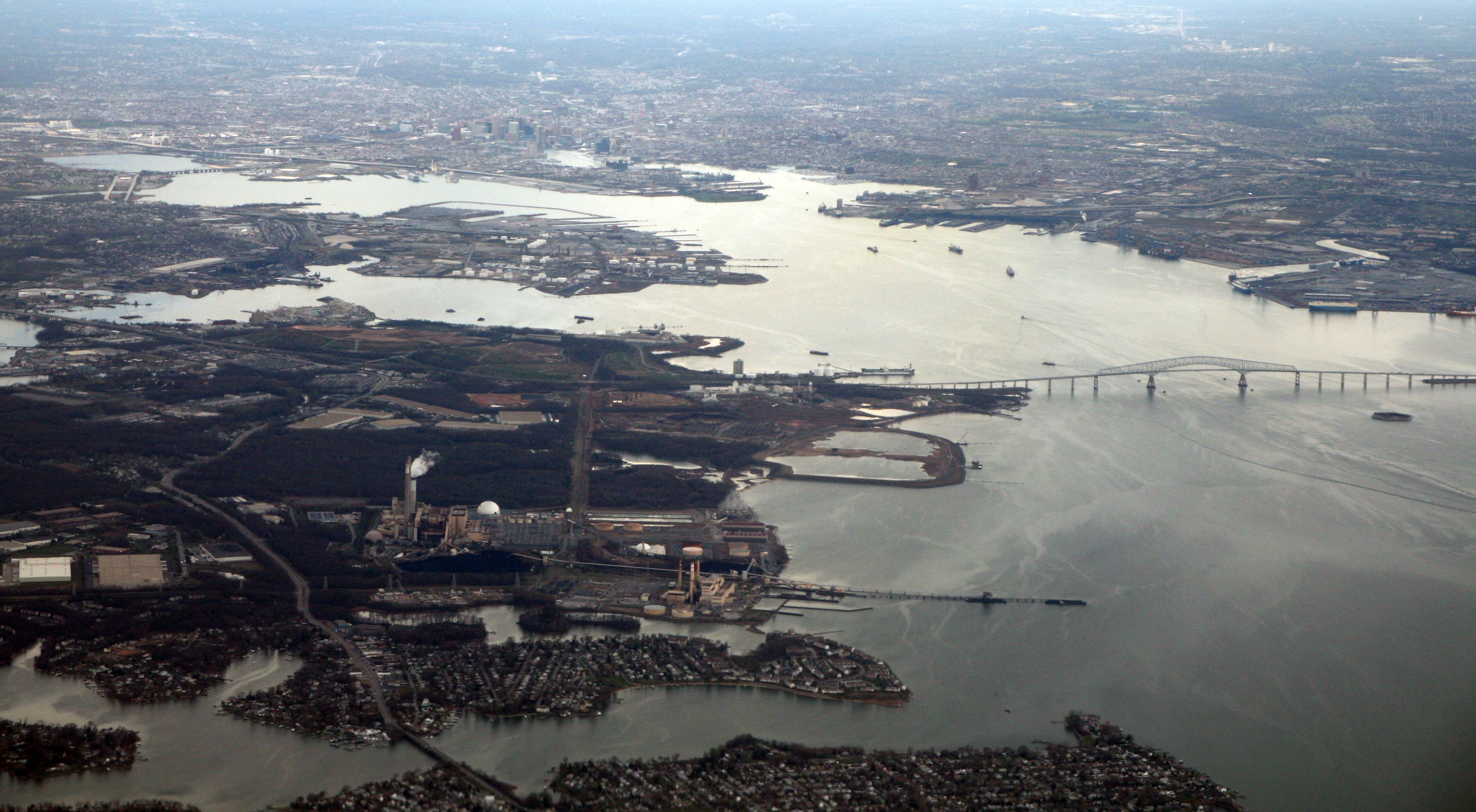
Blick zum Hafen Baltimore

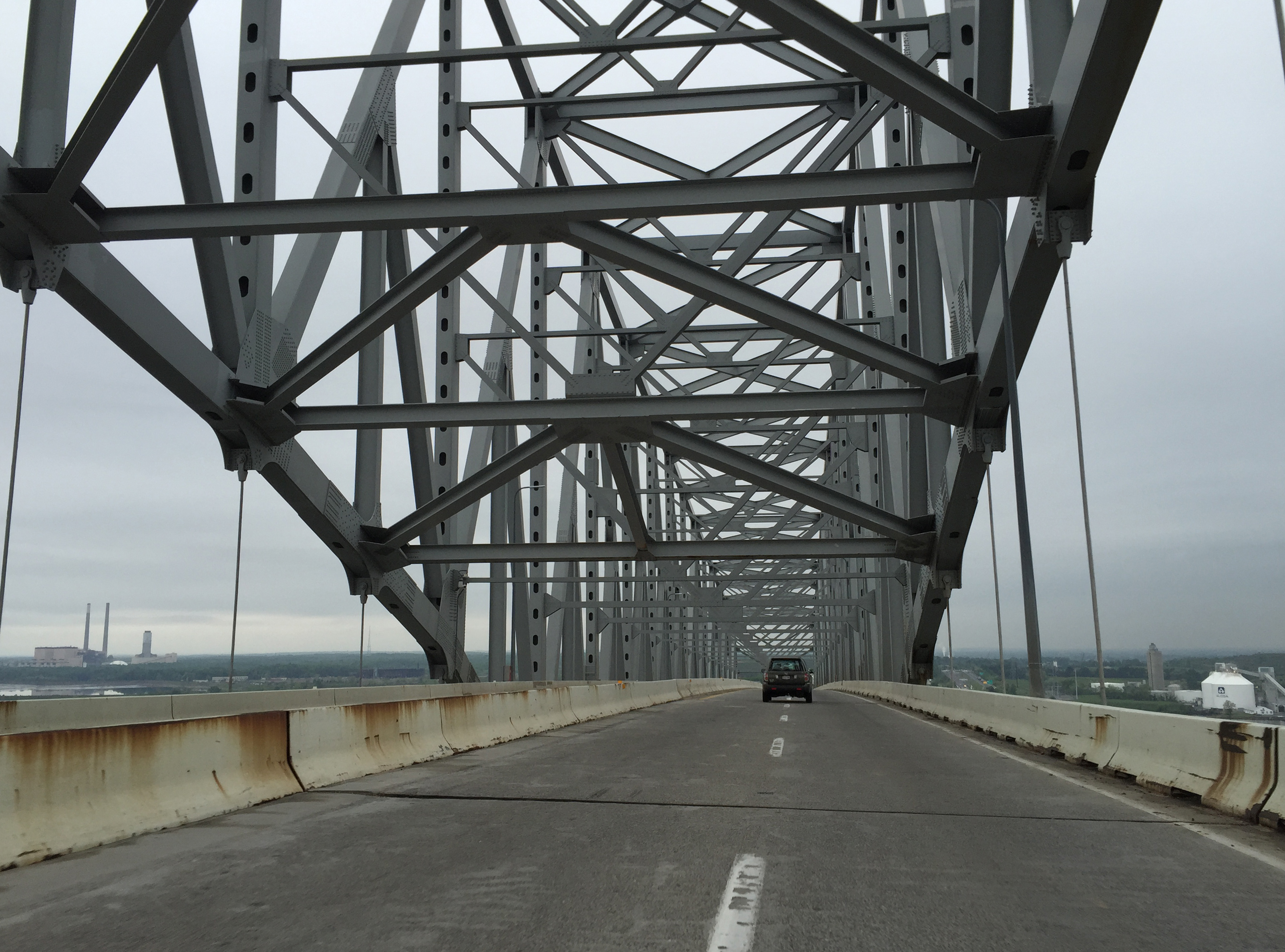
Die zwei Fahrspuren in Richtung Südwesten, nach Hawkins Point

Die Benutzung der Brücke war mautpflichtig, wobei das E-ZPass-System zum Einsatz kam. 2023 wurde die Verkehrsbelastung mit 34.121 Fahrzeugen/Tag angegeben. Die zulässige Höchstgeschwindigkeit auf der Brücke betrug 55 mph, es galten auf ihr ein Halteverbot sowie ein Verkehrsverbot für Fahrzeuge mit mehr als 5 Tonnen Gewicht auf der jeweils linken Spur.

## Geschichte

### Bau der Brücke 1972–1977
Planungen für eine Brücke über den Patapsco River gehen auf die 1960er-Jahre zurück. Zuvor gab es etwas weiter nordwestlich schon den Baltimore-Harbor-Tunnel, der im Jahr 1957 fertiggestellt wurde. Aus dem täglichen Verkehr erwuchs die Notwendigkeit einer weiteren Flussüberquerung. Der Hauptgrund, den äußeren Hafen trotz des regen Schiffsverkehrs mit einer Brücke zu überspannen und nicht wie in den Jahren zuvor einen Tunnelbau zu errichten, waren die geringeren Kosten von 51 Mio. US-Dollar statt 140 Mio. US-Dollar. Die Stahlkonstruktion wurde von Pittsburgh-Des Moines Steel Co. gefertigt und von der John F. Beasley Construction Company errichtet. Baubeginn war im Jahr 1972, im Jahr 1977 wurde die fertiggestellte Brücke dem Verkehr übergeben. 1985 wurde ein weiterer Tunnel, der Fort-McHenry-Tunnel, eröffnet. 2001 wurde nach einem Unfall der Transport von Gefahrengut durch die Tunnel verboten. Der Transport gefährlicher Güter durfte nur noch über die Brücke erfolgen, da im Falle eines Brandes die Löscharbeiten vom Wasser aus sowie der Abzug von Rauch und giftigen Dämpfen leichter beherrschbar erschienen.
Die Brücke wurde nach Francis Scott Key benannt, der in der Nacht zum 14. September 1814 von einer nahegelegenen Position aus die Schlacht von Baltimore und die Beschießung des Fort McHenry durch die Royal Navy verfolgte, was ihn zu dem Gedicht The Defense of Fort McHenry inspirierte, das später den Text der US-amerikanischen Nationalhymne The Star-Spangled Banner bildete. In Washington, D.C. gibt es ebenfalls eine Francis Scott Key Bridge, eine Bogenbrücke über den Potomac River.

### Einsturz 2024

#### Hergang des Unglücks

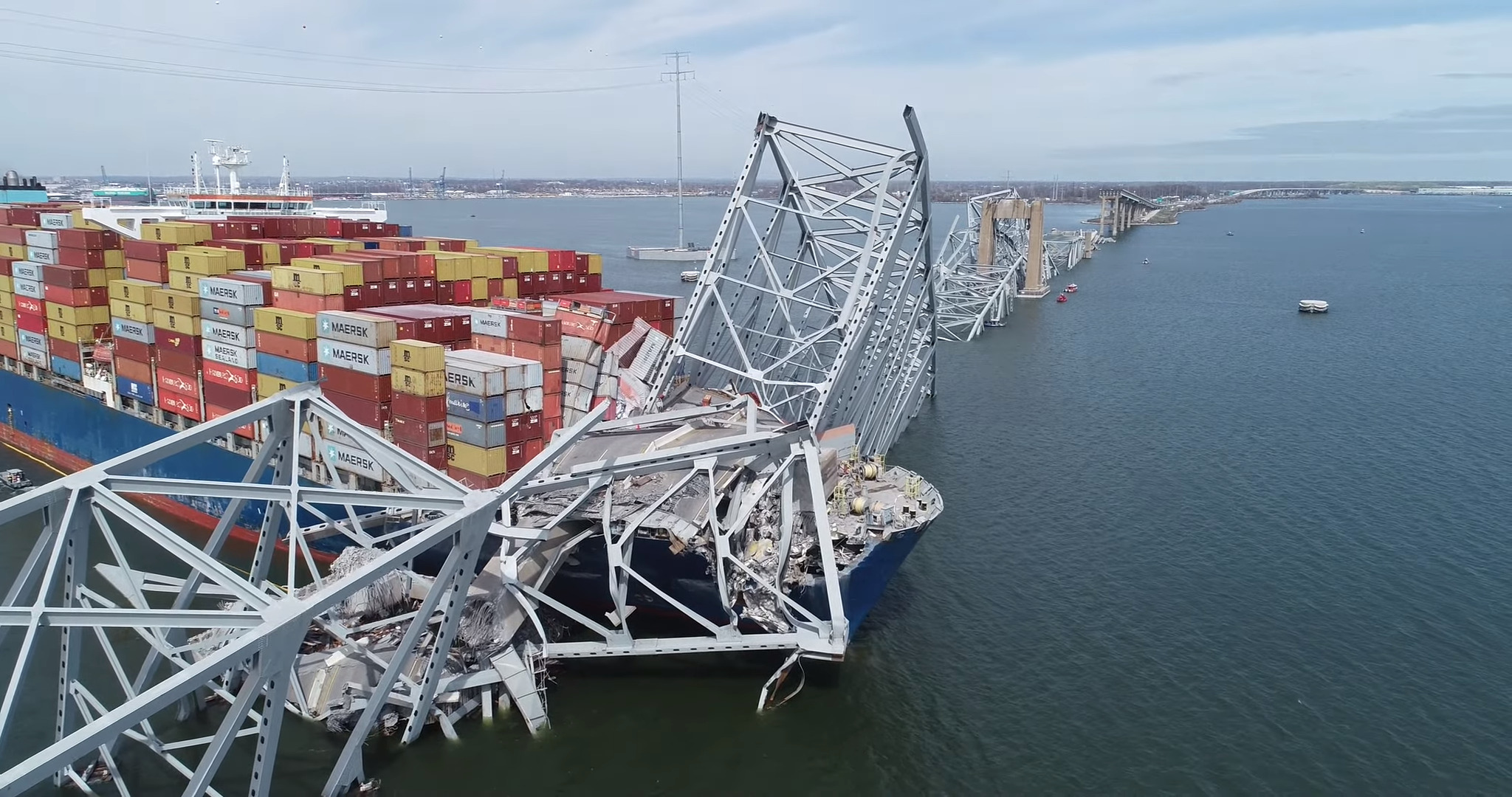
Die Trümmer der kollabierten Brücke auf dem Containerschiff Dali

Skizzierung der eingestürzten Brückensegmente (Blick nach Nordwesten bzw. hafeneinwärts)

Am 26. März 2024 gegen 1:28 Uhr (Angaben in EDT = Ortszeit) stürzten der zentrale Stahlfachwerk-Teil und die daran anschließenden drei nächsten Felder der nordöstlichen Rampenbrücke der Francis-Scott-Key-Brücke ein, nachdem das manövrierunfähige, rund 300 m lange Containerschiff Dali den südwestlichen Pfeiler der Hauptöffnung mit etwa 7,8 Knoten gerammt hatte. Es sollte nach Sri Lanka fahren und hatte um 0:44 Uhr Ortszeit mit einem erfahrenen Lotsen und einem auszubildenden Lotsen an Bord vom Seagirt Marine Terminal, einem Containerterminal im Hafen von Baltimore mit Hilfe zweier Schlepper abgelegt und in die Hauptfahrrinne gedreht. Ab dort war es in Alleinfahrt unterwegs und zwei Minuten vor der Kollision in Richtung Steuerbord vom Kurs abgekommen. Es war zu dieser Zeit mit 4680 Containern, davon 56 Gefahrgutcontainern, beladen und wog mit Ladung 112.383 Tonnen. Auf dem Frachter soll es vor der Havarie Probleme mit der Stromversorgung gegeben haben, in deren Folge das Schiff manövrierunfähig wurde. Um 01:24:32 Ortszeit brach die Stromversorgung auf dem Schiff für etwa 90 Sekunden zusammen. Das Schiff begann zu dem Zeitpunkt bereits leicht nach Steuerbord vom Kurs abzukommen. Eine Maschine konnte unter starker Rauchentwicklung wieder gestartet werden, jedoch fiel der Strom um 01:26:37 erneut aus, diesmal für 30 Sekunden. Ein Schiffsoffizier berichtete, dass ein Motor stotterte und dann stehenblieb, die Steuerung ausfiel und es im Maschinenraum stark nach verbranntem Treibstoff roch. Auch laut Kameraaufnahmen sollen die Lichter auf dem Schiff zwei Minuten vor dem Anprall ausgegangen sein. Um 01:27:04 ordnete ein Lotse das Werfen des Backbordankers an und setzte um 01:27:25 Uhr einen Notruf an die Maryland Transportation Authority (MDTA), dass das Schiff unsteuerbar auf die Brücke zufahre und man sie für den Verkehr sperren soll, ab.
In der Unglücksnacht fanden Fahrbahnbelagsarbeiten auf der Brücke statt. Dafür waren die zwei Richtungsfahrbahnen nach Südwesten/Hawkins Point gesperrt, während an den Brückenenden befindliche Beamte der MDTA den Verkehr in beide Richtungen über die zwei nach Nordosten, in Richtung Sellers Point führenden Fahrspuren umleiteten. Laut dem stellvertretenden Geschäftsführer der bauausführenden Firma Brawner Builders waren sieben Arbeiter, als das Schiff auf den Pfeiler zufuhr, in der Mitte der Brücke beschäftigt. Einige von ihnen sollen gerade eine Pause in ihren Baufahrzeugen verbracht haben. Weiterhin befand sich ein Inspektor der MDTA auf dem Bauwerk.

Die den umgeleiteten Verkehr regelnden MDTA-Beamten konnten die Zufahrten zur Brücke rechtzeitig absperren und alle Fahrzeugführer, die noch auf der Brücke waren, den kurz danach eingestürzten Bereich verlassen. Eine Evakuierung der acht an den Bauarbeiten auf der Brücke beteiligten Personen gelang jedoch nicht. Gegen 01:28:00 stieg dicker schwarzer Rauch aus dem Schornstein. Um 01:28:43 traf das Schiff den Pfeiler.

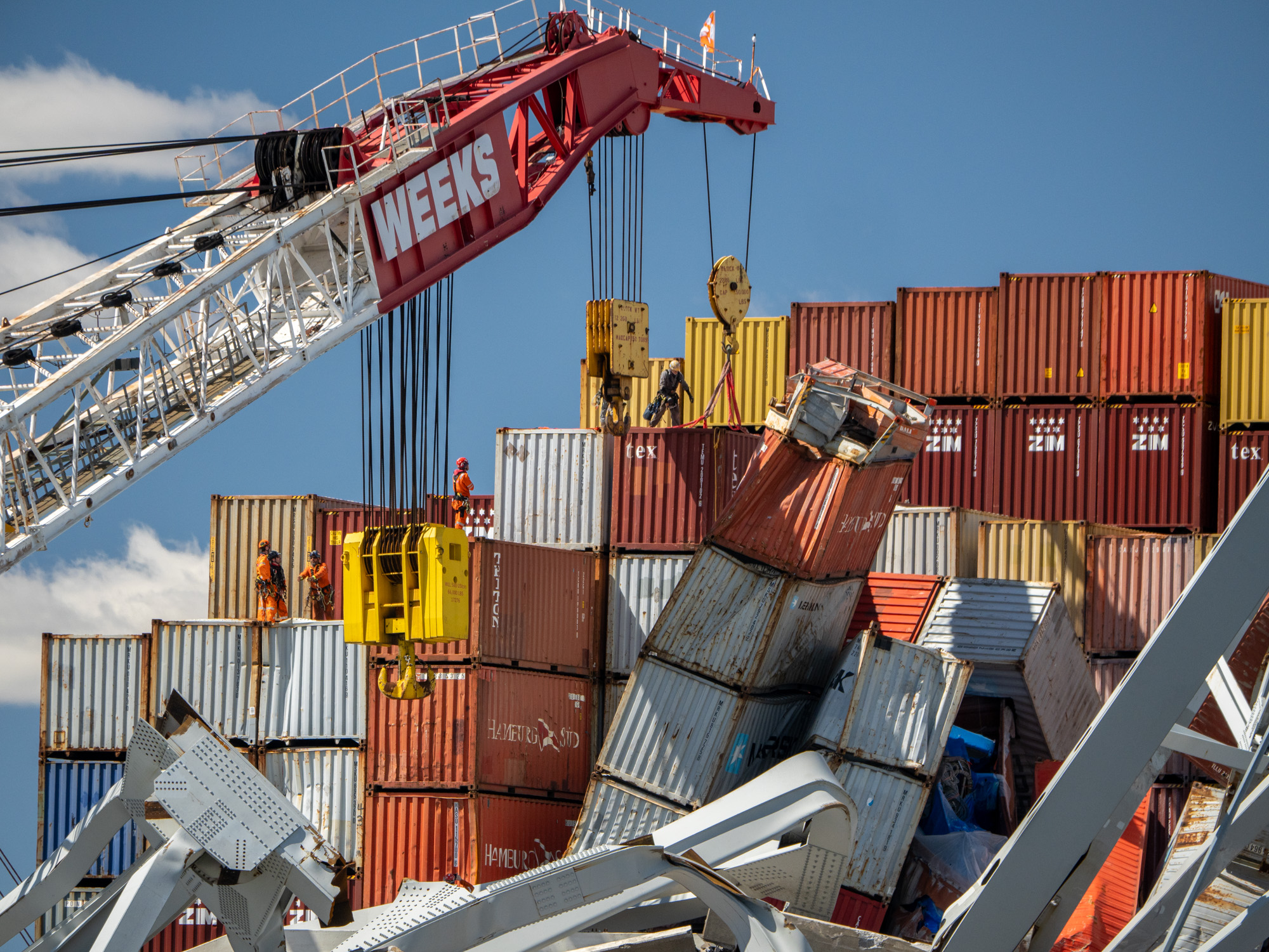
Bergung von Containern mit dem Hilfshub des 450-t-Schwimmkrans „Weeks 533“

Die sieben Straßenbauarbeiter stürzten, in ihren Fahrzeugen befindlich, mit der kollabierenden Brücke ins Wasser. Der Inspektor konnte durch die Warnung vor dem auf den Pfeiler zufahrendem Schiff gerade noch auf einen Teil der Brücke, der stehenblieb, flüchten. Die 20 indischen Besatzungsmitglieder sowie eines aus Sri Lanka und die zwei Lotsen des Schiffs blieben, mit einer Ausnahme, unverletzt und bis auf Weiteres an Bord.

#### Rettungs-, Bergungs- und Aufräumarbeiten
Ein Bauarbeiter konnte schwer verletzt aus dem Wasser gerettet werden. Er konnte die Scheibe seines versinkenden Bau-Lkw noch rechtzeitig herunterkurbeln und das Fahrzeug verlassen. Zum Sonnenuntergang des 26. März ging die Suche nach den übrigen sechs Arbeitern von Brawner Builders und evtl. weiteren Vermissten in eine Bergungssuche über, da aufgrund der Wassertemperatur (etwa 9 °C) nicht davon auszugehen war, dass sie noch am Leben waren. Mit Stand 27. März morgens MEZ konnten unter anderem mittels Infrarot- und Sonartechnik fünf Fahrzeuge, darunter drei Autos und ein Betonmischer, im Wasser geortet werden.
Am 27. März wurden die Leichen eines guatemaltekischen und eines mexikanischen Bauarbeiters in ihrem Pick-Up in etwa 25 Fuß Wassertiefe in der Nähe des mittleren Brückenbogens entdeckt und geborgen. Die Bergungsspezialisten erwarten, dass sich die anderen Opfer in ihren Fahrzeugen unter den Trümmern der Brücke befinden.
Am späten Abend (Ortszeit) des 28. März traf der Schwimmkran „Chesapeake 1000“ mit einer Tragfähigkeit von 1000 Short Tons (entspricht 2 Millionen Pfund bzw. etwa 907 Tonnen) ein. Da die auf den Schiffsbug gestürzten Stahlteile 9 Millionen Pfund = etwa 4100 t wogen, mussten zuerst Berechnungen, wie diese in für den Kran bewältigbare Stücke zerlegt werden können, angestellt werden.
Eine Woche nach dem Unglücksfall konnten kleinere Schiffe die Unglücksstelle durch einen dafür vorübergehend geöffneten Kanal unter einem stehengebliebenen Segment der nordöstlichen Rampenbrücke passieren. Dieser war zunächst nur für Schiffe geöffnet, die an den Aufräum- und Bergungsarbeiten beteiligt sind. Eine Sprecherin der Küstenwache informierte darüber, dass der 3,40 m tiefe und 80 m breite Kanal auch für andere Schiffe geöffnet werden sollte. Ein genauer Zeitpunkt dafür stehe jedoch noch nicht fest. Am 2. April 2024 wurde ein zweiter Schifffahrtskorridor, diesmal unter dem südwestlichen, nicht eingestürzten Rampenbauwerk mit Fahrwassertonnen markiert. Dieser hat eine Tiefe von 4,26 m, eine Breite von 85 m und eine Durchfahrtshöhe von 37,80 m. Diese Behelfsfahrrinnen dürfen nur mit Gestattung des Hafenkapitäns und nur bei Tageslicht befahren werden.

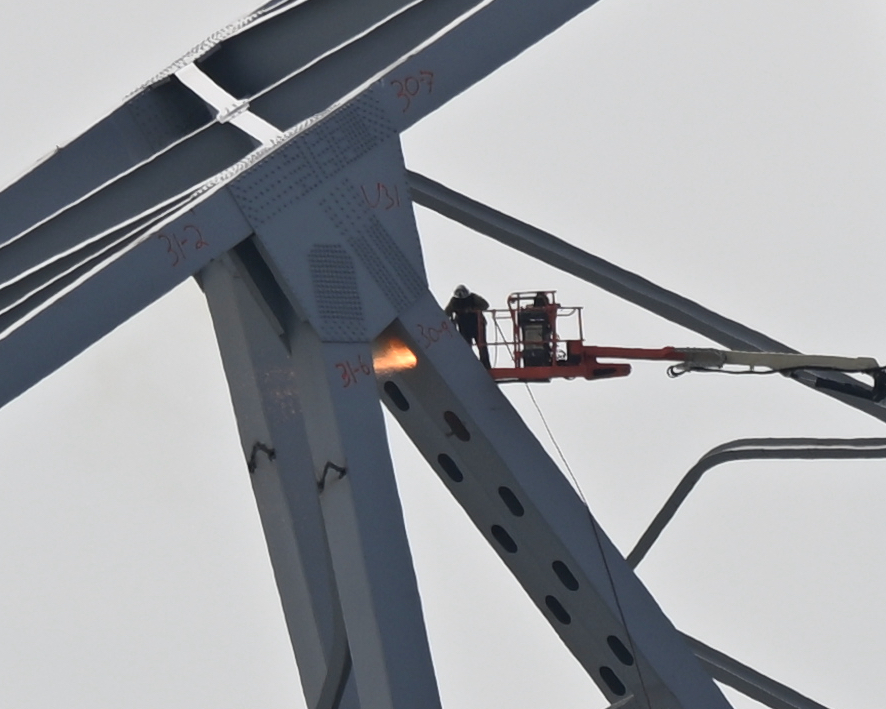
Die Dimension des Brückenwracks

Am 5. April wurde morgens (Ortszeit) ein dritter Bauarbeiter tot aus dem Wasser geborgen. Mit dem Schwimmkran „Chesapeake 1000“ und weiteren sechs Schwimmkränen wurde am Wochenende 6./7. April begonnen, die teils völlig zerstörten Container und andere Trümmer vom Schiffsbug zu heben. Des Weiteren waren zu dieser Zeit zehn Schlepper, neun Lastkähne, acht Bergungsschiffe und fünf Boote der Küstenwache im Einsatz. Ebenso sollte durch Abladen der vorderen Containerreihen Arbeitsraum zum Zerlegen des Brückenfragements, das auf dem Schiff lag, geschaffen werden. Die Position des Schiffs, dessen Bug durch die Zusatzlast der Trümmer einsank und auf Grund lag, musste nach jeder Entlastung neu beurteilt werden. Eine große Gefahr für die Bergungskräfte stellen die Spannungen, unter denen die verbogenen Stahlträger stehen und die sich beim Zerschneiden unkontrolliert entladen können, dar. Das Gesamtgewicht des zu beräumenden Schrotts und der Betontrümmer wird mit 50 000 Tonnen angegeben.
Die Behörden gaben am Abend des 15. April die Bergung eines vierten Opfers, das in einem versunkenen Baufahrzeug gefunden wurde, und am 1. Mai 2024 die des fünften Opfers unter gleichen Umständen, bekannt.

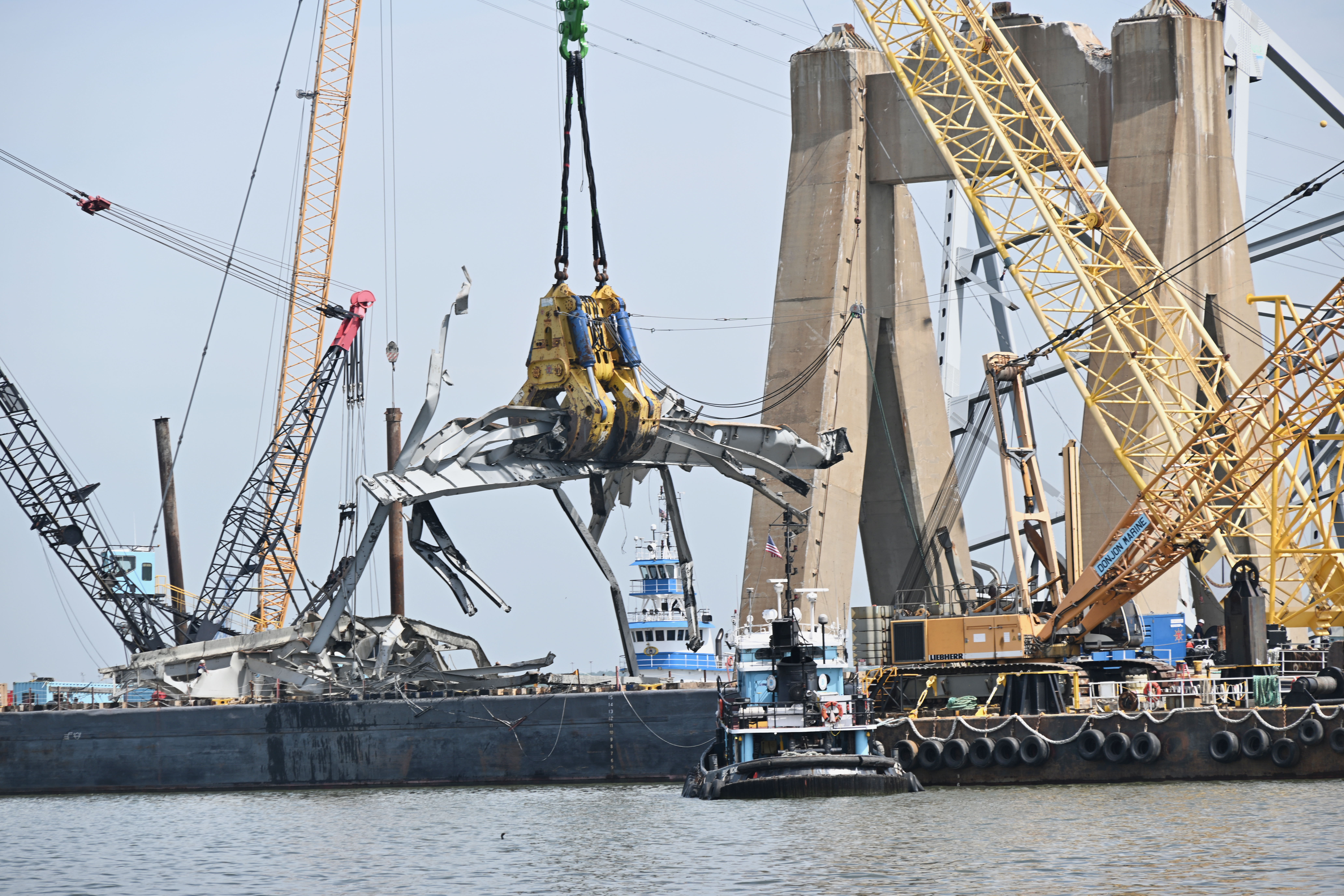
Der „Chesapeake 1000“ birgt mit Hilfe des hydraulischen Greifers Brückenteile aus dem Wasser.

Eine dritte temporäre Behelfsfahrrinne, als „Fort Carroll Temporary Alternate Channel“ bezeichnet, wurde am 19. April 2024 markiert und eröffnet. Sie führt nordöstlich der ehemaligen Hauptdurchfahrt durch die Einsturzzone und hat eine Tiefe von 6,10 m, eine Breite von 91 m und eine Durchfahrtshöhe von 41 m. Am 22. April 2024 wurde vom Hafenkapitän bekannt gegeben, dass in der Zeit vom 25. bis 29. April die Durchfahrt durch die eingestürzte Mittelspanne der Brücke an der festliegenden M/V Dali vorbei geöffnet wird, da alle Teile des Brückenfachwerkes in diesem Bereich geräumt seien. Dieser „Fort McHenry Limited Access Channel“ hat eine Tiefe von 10,70 m, eine Breite von 91,40 m und eine Durchfahrtshöhe von 65,20 m. Diese Fahrrinne darf nur innerhalb definierter Windbedingungen und mit Schlepperunterstützung nach Anweisung des Hafenkapitäns passiert werden. Über diesen Behelfskanal konnten ab dem 25. April 2024 mehrere Frachtschiffe aus dem blockierten Teil des Hafens auslaufen.
Ein riesiger Greifer mit einem Eigengewicht von 165 Tonnen und einer Tragfähigkeit von 1000 Tonnen wurde am vorletzten Aprilwochenende an die Einsturzstelle gebracht. Dieses Gerät eines niederländischen Herstellers hat vier hydraulisch betriebene Greifarme und ist in seiner Art eines der größten der Welt. Am „Chesapeake 1000“ hängend, wird es benutzt, um schwere Beton- und Stahltrümmer nach der Schließung des für fünf Tage geöffneten Behelfskanals vom Flussgrund zu heben und die ursprüngliche Tiefe der Hauptfahrrinne von 50 Fuß wieder herzustellen.
Am 8. Mai gaben die Behörden die Bergung des sechsten und letzten vermissten Bauarbeiters bekannt.
Das auf der Backbordseite des Bugs aufliegende, schätzunsgweise 8 bis 12 Millionen Tonnen Pfund schwere und etwa 152 m lange Brückensegment der Hauptöffnung wurde am 13. Mai, nach Verzögerungen infolge eines Gewitters und der Gezeiten, mit Schneidladungen so gesprengt, dass die meisten Stahlteile ins Wasser stürzten. Das Schiff konnte nun am 20. Mai 2024 von der Einsturzstelle entfernt und zur weiteren Beräumung und Reparatur in den Hafen geschleppt werden. Nach der Entfernung von insgesamt 50 000 t Trümmerteilen wurde die Hauptfahrrinne am 10. Juni 2024 wieder in vollem Umfang für den Schiffsverkehr freigegeben.
Am 24. Juni 2024 verließ die Dali in Begleitung von vier Schleppern den Hafen von Baltimore in Richtung Norfolk (Virginia).

#### Auswirkungen
Durch den Brückeneinsturz wurde der Schiffsverkehr vom und zum inneren Hafen von Baltimore nach Behördenangaben „bis auf Weiteres“ – mit Ausnahme der nach und nach für kleinere Fahrzeuge eingerichteten Behelfsfahrrinnen – unterbrochen. Das U.S. Army Corps of Engineers will voraussichtlich bis Ende April einen 35 Fuß (ca. 10,5 m) tiefen zweiten Kanal eröffnen. Laut Maryland Transportation Authority überquerten vor dem Unfall rund 30.000 Fahrzeuge pro Tag die Brücke, darunter etwa 4.900 Lastwagen. Der Wert der jährlich transportierten Waren belief sich zuletzt auf ca. 28 Milliarden US-Dollar. Über 40 Schiffe mussten nach dem Einsturz im Hafen bleiben, mindestens 30 waren noch auf dem Weg nach Baltimore. Im verkehrsreichsten US-Hafen für Autotransporte wurden 2023 nach Angaben der Regierung von Maryland knapp 850.000 Pkw und leichte Lkw umgeschlagen. Zu den Autobauern, die dort ihre Im- und Exporte durchführen, gehören Toyota, General Motors und Volkswagen. Mercedes-Benz bestätigte, dass sein Ladeterminal seeseitig durch das Unglück abgeschnitten wurde. 2023 gingen 28 Millionen Short tons Kohle, das entspricht 28 % der gesamten Kohleexporte der USA des gleichen Jahres, über den Baltimorer Hafen. Marylands Flüssigerdgas-Export hingegen ist nicht betroffen, da dieser über das etwa 70 km südlich von Baltimore in der Chesapeake Bay liegende Terminal vor Cove Point läuft. Führer von Gefahrguttransporten müssen seit dem Einsturz der Brücke einen Umweg von 30 Meilen hinnehmen, da die Tunnel für solche Transporte weiterhin gesperrt bleiben.
Der Hafen selbst stellt unmittelbar etwa 15.000 Arbeitsplätze und mittelbar etwa zehnmal soviel weitere. US-Verkehrsminister Pete Buttigieg erklärte am 27. März, es bestehe „kein Zweifel, dass der Vorfall eine bedeutende und länger andauernde Auswirkung auf Lieferketten“ haben werde.
Nach einer ersten Einschätzung des Thinktank Urban Institute wird der Wiederaufbau mehrere Milliarden US-Dollar kosten. Der Wiederaufbau der Brücke ist eine der Schadenspositionen. Mit Stand von Anfang Mai 2024 könnte dieser 2028 abgeschlossen sein und 1,7 bis 1,9 Milliarden Dollar kosten. Es sind durch den Unglücksfall Menschen ums Leben gekommen, weshalb Haftungen für Personenschäden in Betracht kommen. Hinzu kommen Betriebsunterbrechungsschäden. Für die Versicherungsbranche könnte der Unglücksfall zum größten Marineschaden aller Zeiten werden: Die durch Versicherer und Rückversicherer gedeckte Schadenssumme schätzt die Kreditratingagentur DRBS Morningstar auf zwei bis vier Milliarden Dollar. Als bisher teuerster Schadensfall hatte das Kentern des Kreuzfahrtschiffs Costa Concordia im Jahr 2012 die Branche 1,5 Milliarden Dollar gekostet.
In Gedenken an die Opfer des Unglücks leuchtete die Saint Anthony Falls Bridge in Minneapolis in den Farben des Bundesstaates Maryland. Sie ist der Nachfolgebau der Interstate-35W-Mississippi-River-Brücke, die 2007 im Berufsverkehr zusammenbrach.

#### Untersuchungen
Die Untersuchungen der Unglücksursache werden vom National Transportation Safety Board (NTSB) geleitet. Die Ermittler vernahmen die Schiffsbesatzung, stellten deren Handys sowie den Datenschreiber sicher und sammelten Informationen. Laut NTSB-Vorsitzender Jennifer Homendy werde ein vorläufiger Bericht in zwei bis vier Wochen vorliegen; die vollständige Untersuchung könnte 12 bis 24 Monate dauern.
Von Singapur, dem Flaggenstaat des Containerschiffs Dali, wurden Vertreter der See- und Hafenbehörde zur Unterstützung der Untersuchungen entsendet.
Ein vorläufige Bericht des NTSB wurde am 14. Mai 2024 veröffentlicht. Demnach führte der Ausfall der Elektrik sowohl zum Stillstand des Antriebsmotors als auch zu einem Ausfall der Ruderanlage. Bereits am Tag vor der Kollision wurde ein Stromausfall durch einen Bedienungsfehler verursacht, als ein Besatzungsmitglied eine Klappe im Auspuff des den Generator antreibenden Motors versehentlich schloss und der Motor dadurch abstarb. Beim Hochfahren der Elektrik wurde die Stromversorgung aus noch nicht vollständig geklärter Ursache unterbrochen, was zu einem zweiten Stromausfall führte. Bei der Ausfahrt aus dem Hafen fiel die Stromversorgung ca. 1 km (0,6 Meilen) vor der Brücke aus. Die Untersuchungen zeigten, dass die Besatzung nicht unter dem Einfluss von Alkohol oder Drogen stand und die Treibstoffe den Spezifikationen entsprachen. Neben der Suche nach den Ursachen für die Stromausfälle wird auch die Sicherheit anderer Brücken untersucht.

#### Juristische Folgen
Das FBI leitete strafrechtliche Ermittlungen ein, wozu Ermittler am Morgen des 15. April auf das Schiff gingen. Sie prüften unter anderem, ob die Besatzung vor dem Ablegen von Problemen mit der Stromversorgung wusste.
Die Stadt Baltimore reichte am 22. April eine Schadensersatzklage gegen den Eigner und den Reeder der Dali ein. Die Klägerin behauptete, Probleme mit der Stromversorgung auf der Dali waren schon im Hafen von Baltimore bekannt. Die Besatzung sei demnach mit einem seeuntüchtigen Schiff ausgelaufen sowie mangelhaft ausgebildet und mit den im Baltimorer Hafen geltenden Regeln unzureichend vertraut gewesen.

### Wiederaufbau
Die MDTA vergab am 29. August 2024 einen ersten Auftrag in Höhe von 73 Millionen Dollar an ein renommiertes Ingenieur- und Bauunternehmen, das bereits am Bau des Fort-McHenry-Tunnels und von großen Brücken über Schifffahrtswege beteiligt war. Die zu errichtende Brücke soll 2028 fertig sein und wird voraussichtlich 1,7 Milliarden Dollar kosten. Ihre Pfeiler sollen deutlich besser als die der alten Brücke gegen kollidierende Schiffe geschützt werden, die Durchfahrtshöhe soll etwas größer als beim eingestürzten Bauwerk sein. Die Versicherung Chubb, die die Brücke versicherte, zahlte 350 Millionen Dollar aus. Zu dieser Zeit waren die Verhandlungen, ob bzw. dass der Staat komplett für die Aufräumarbeiten und den Wiederaufbau aufkommt, noch in Gang. Zur Bekräftigung dieses Anliegens wurde diese Summe an die US-Regierung überwiesen.
Im April 2025 wurde das neue Design präsentiert. Demnach wird eine Schrägseilbrücke geplant mit einer um 124 m längeren Hauptspannweite von 490 m, welche das Risiko für zukünftige Kollisionen veringern soll.